# August Suter (politicus)
Gallus August Suter (Krummenau, 20 juni 1829 – Sankt Gallen, 13 september 1901) was een Zwitsers advocaat en politicus uit het kanton Sankt Gallen.

## Biografie
August Suter studeerde rechten en werd nadien advocaat en rechter. Hij werd ook gemeentesecretaris van Lichtensteig. Hij was tevens journalist bij de Toggenburger Bote (1858-1860).
Van 1867 tot 1890 maakte hij deel uit van de Kantonsraad van Sankt Gallen. Nadien zetelde hij in de Nationale Raad, aanvankelijk voor democratisch links van 2 juli 1866 tot 5 december 1869 en later, na de parlementsverkiezingen van 1884, voor de gematigde liberalen van 1 december 1884 tot 30 november 1890. Hij was voorzitter van de Nationale Raad in 1890.